# Vitalij Ivanovics Szevasztyjanov
Vitalij Ivanovics Szevasztjanov (oroszul:Виталий Иванович Севастьянов)  (Krasznojarszk, 1935. június 8. – Moszkva, 2010. április 5.) szovjet űrhajós, a műszaki tudományok kandidátusa.

## Életpálya
A moszkvai Repüléstechnikai Műszaki Főiskolán végzett. 1959-ben csatlakozott a Szergej Koroljov tervezőirodához, ahol a Vosztok űrhajó előkészületeinek tervezésén dolgozott. 1967-től kapott űrhajóskiképzést. 80 napot, 16 órát és 18 percet töltött a világűrben. 1976-ban vonult vissza az űrhajózástól. A földi irányításban dolgozott, részt vett a Szaljut–6 űrállomás és a Buran program tervezésében. Az 1980-as években az űrkutatással kapcsolatos televíziós program népszerű szakkommentátora volt. 1977-től 1986-ig majd 1988-tól 1989-ig a
Szovjetunió Sakkszövetségének elnöke. 1989-ben politikai pályára lépett, 1993-ban beválasztották az Állami Dumába.
Szojuz–9 küldetésen tanulmányozták a hosszú időtartamú repülések következményeit.
Szojuz–18 vitte fel a Szaljut–4 űrállomás második személyzetét, ahol két hónapot töltött.
Bélyegen is megörökítették az űrrepülését.

## Kitüntetések
Kétszer kapta meg a Szovjetunió Hőse kitüntetést.